# Явно, Яков Израилевич
Яков Израилевич Явно (27 мая 1947, Минск — 21 октября 2023, Нью-Йорк) — советский и американский певец и актёр, Заслуженный артист РСФСР (22 сентября 1987).

## Биография
Родился 27 мая 1947 года в Минске в еврейской семье. Окончил Музыкальную Академию им. Гнесиных (факультет актёров музыкального театра, его педагогом был солист Большого театра Соломон Хромченко). Работал солистом Камерного еврейского музыкального театра в Москве.
Эмигрировал в США. Проживал в Нью-Йорке. Учился в Еврейской семинарии Колумбийского университета, на курсе обучения искусству хазанута (канторское синагогальное пение). Выступал в концертных программах с одной из сестёр Бэрри — Клэр, певицей Брендой Джойс, Джоэлом Греем, Кристофером Ри, Раулем Джулия, Людмилой Гурченко, Ларисой Долиной и др.
Большое влияние на творчество Якова Явно оказал Сергей Иосифович Параджанов.
Умер 21 октября 2023 года в Нью-Йорке.

## Фильмография
- 1989 — Мир вам, шолом! (фильм)
- 1990 — Закат — Боярский
- 2003 — В июне 41-го